# Gušter (riba)
Gušter (lat. Synodus saurus) riba je iz porodice Synodontidae. Kod nas ima još jedan naziv udomaćen u dubrovačkoj okolici, a to je blavor, što je vrsta zmijolikog guštera. Naraste do 40 cm duljine i do 0,5 kg težine, a živi na pjeskovitom ili kamenitom terenu, na dubinama do 400 m. Glava guštera je šira od tijela, njuška zašiljena, s očima na vrh glave, donekle izbuljenima. Usta su prepuna šiljastih, igličastiz zuba, ima ih čak i na jeziku. Tijelo guštera je izduljeno, oblika torpeda, repna peraja dubokog V oblika. Gušter je predator, a hrani se pretežno drugim ribama, ali će uhvatiti i pojesti i sve ostalo što zaluta u njegovo lovno područje. Po danu uglavnom leži na dnu i miruje ili je zakopan u pijesak, a noću kreće u lov. Boja tijela mu je sivkasto plava ili sivkasto zelena, s velikim brojem mrlja i šara koje ga dobro kamufliraju kada ga se gleda odozgo. Trbuh mu je bjelkast. Često ga ronioci zamjenjuju za pauka jer vrlo sliči po boji i načinu ponašanja.

## Rasprostranjenost
Grdobina žutulja je rasprostranjena u istočnom Atlantiku i to na području od Gibraltara pa sve do Kapverdskih otoka, kao i u Mediteranu. Prisutan je i oko Azora, a u zapadnom Atlantiku oko Bermuda, Bahama i Malih Antila.

## Vanjske poveznice
|  | Zajednički poslužitelj ima još gradiva o temi Gušter |
|  | Wikivrste imaju podatke o taksonu Gušter             |